# San Nicola Baronia
San Nicola Baronia – miejscowość i gmina we Włoszech, w regionie Kampania, w prowincji Avellino.
Według danych na 1 stycznia 2022 roku gminę zamieszkiwało 757 osób (371 mężczyzn i 386 kobiet).